# NGC 6670-2
NGC 6670-2 (również NGC 6670A) – galaktyka spiralna (S), znajdująca się w gwiazdozbiorze Smoka. Jest w trakcie kolizji z NGC 6670-1 i jest odległa około 400 milionów lat świetlnych od Ziemi. Jądra obu galaktyk są odległe około 50 000 lat świetlnych od siebie. Ta para galaktyk została odkryta 31 lipca 1886 roku przez Lewisa Swifta.